# Caulophyllum thalictroides
Caulophyllum thalictroides es una especie de planta medicinal de la familia  Berberidaceae, también llamada squaw root (que a menudo se utiliza para la planta parásita, Conopholis americana) o papoose root.

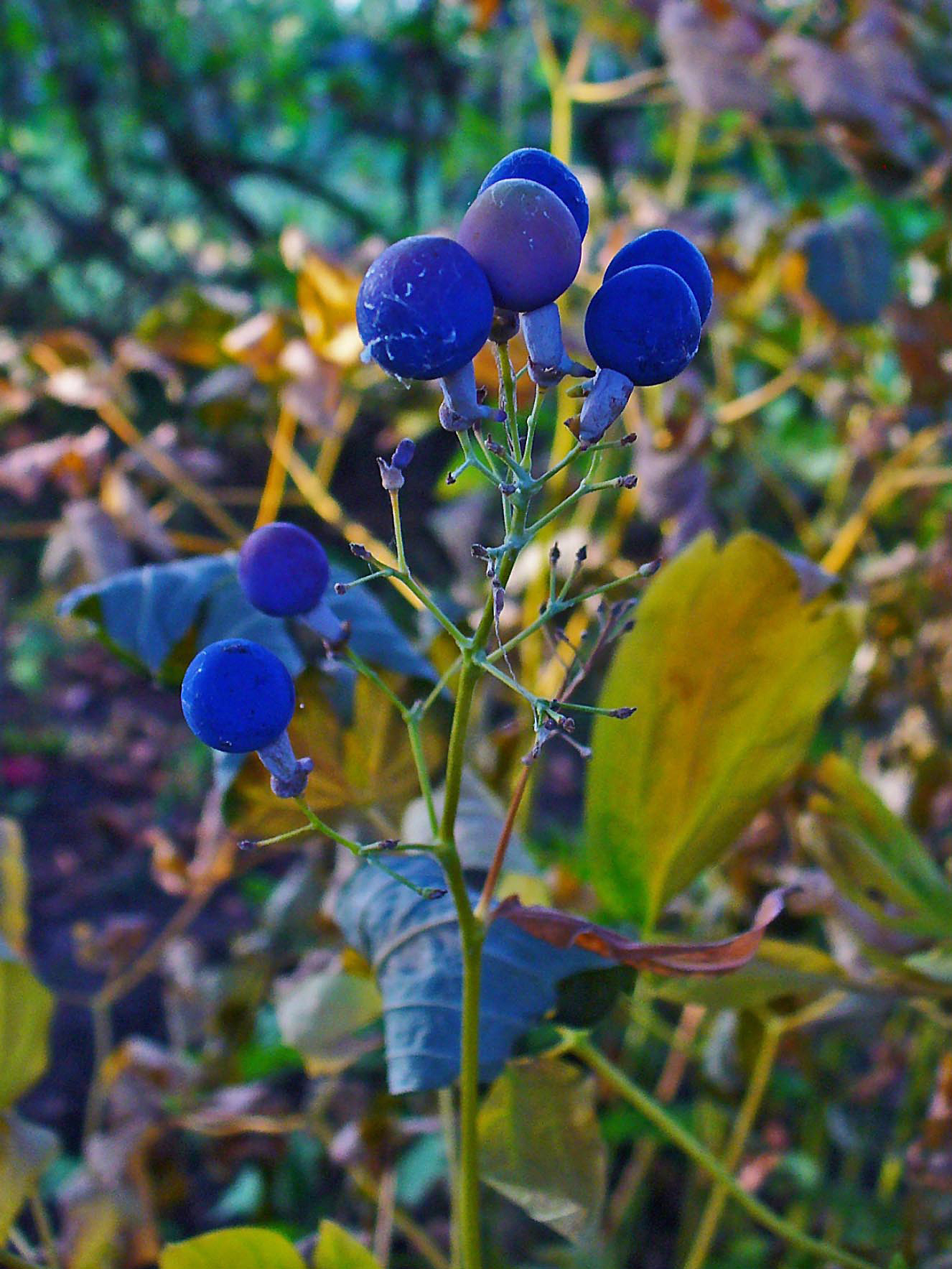
Frutos

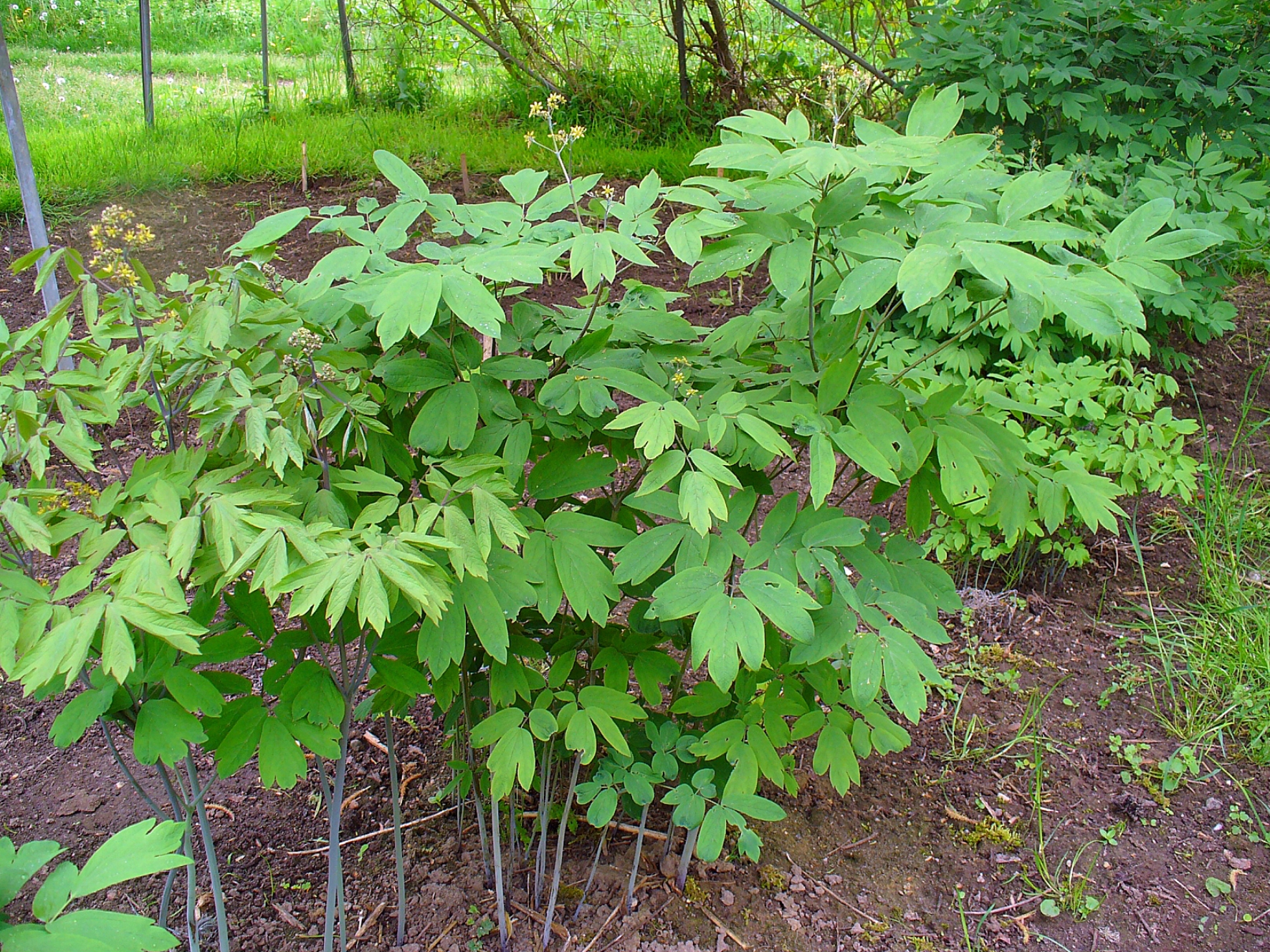
Hojas

## Descripción
Tiene tallos de 2-9 dm. Hojas: primera hoja (3 -) 4-Ternadas, hoja 2d (2 -) 3-Ternadas, foliolos 3-8 × 2-10 cm. Inflorescencias con 5-70 flores. Las flores con bractéolas de 1-3 mm, sépalos amarillo, púrpura, verde, 3-6 2-3 mm, ápice de revolución; pétalos de 1-2,5 mm; filamentos de los estambres 0,5-1,5 mm; pistilo 1-3 mm; estilo 0,25-1 mm . Tiene un número de cromosomas de 2 n = 16.

## Distribución y hábitat
Se encuentra en los bosques de frondosas del este de los Estados Unidos, en lugares  húmedos y laderas, por lo general con sombra y en suelos ricos.
Crece en el este de América del Norte, de Manitoba a Oklahoma y al este hacia el océano Atlántico. 

## Usos
Se utiliza como planta medicinal por los indios americanos y también puede ser utilizado como un suplemento dietético que puede inducir al parto, regular el flujo menstrual, suprimir la menstruación y aliviar el dolor y las dificultades que acompañan el parto. Muchas tribus nativo americanas y las parteras utilizaban  esta hierba  con fines abortivos y anticonceptivos. Por tanto, esta hierba no debe tomarse durante el embarazo.
Se usa la raíz como emenagogo, diurético, vermífugo y antiespasmódico.
Se usa en homeopatía para dismenorrea, dolores con calambres, dolores del parto, trabajo ineficaz, irregular, con rigidez del cuello, dolores reumáticos de las pequeñas articulaciones.

## Taxonomía
Caulophyllum thalictroides fue descrita por (L.) Michaux y publicado en Flora Boreali-Americana 1: 204. 1803.
Etimología
Caulophyllum: nombre genérico que deriva de las palabras griegas: caulo = "tallo" y phyllum = "hoja".
thalictroides: epíteto latino que significa "similar al género Thalictrum".
Sinonimia:
- Leontice thalictroides L.	basónimo[4]